# Dyschimus ornithocephalus
Dyschimus ornithocephalus är en nattsländeart som beskrevs av Stoltze 1989. Dyschimus ornithocephalus ingår i släktet Dyschimus och familjen Pisuliidae. Inga underarter finns listade i Catalogue of Life.